# Francesco D'Aniello
Francesco D'Aniello (n. 21 martie 1969, Nettuno, Lazio, Italia) este un trăgător de tir ce a reprezentat Italia, medaliat olimpic. A participat la 2 ediții ale Jocurilor Olimpice (2008, 2012) în care a câștigat o medalie de argint.